# Schaitdorf
Der Weiler Schaitdorf ist ein Ortsteil der im niederbayerischen Landkreis Kelheim gelegenen Stadt Riedenburg.

## Geschichte
Die Ortskapelle stammt aus dem 19. Jahrhundert. Durch die zu Beginn des 19. Jahrhunderts im Königreich Bayern durchgeführten Verwaltungsreformen wurde der Ort zu einem Bestandteil und Namensgeber der eigenständigen Landgemeinde Schaitdorf, Sitz der Gemeindeverwaltung war aber lange Dieterzhofen. Im Zuge der Gebietsreform in Bayern wurde die Gemeinde am 1. Januar 1972  nach Riedenburg eingegliedert.

## Sehenswürdigkeiten
- Ortskapelle